# Labour Church

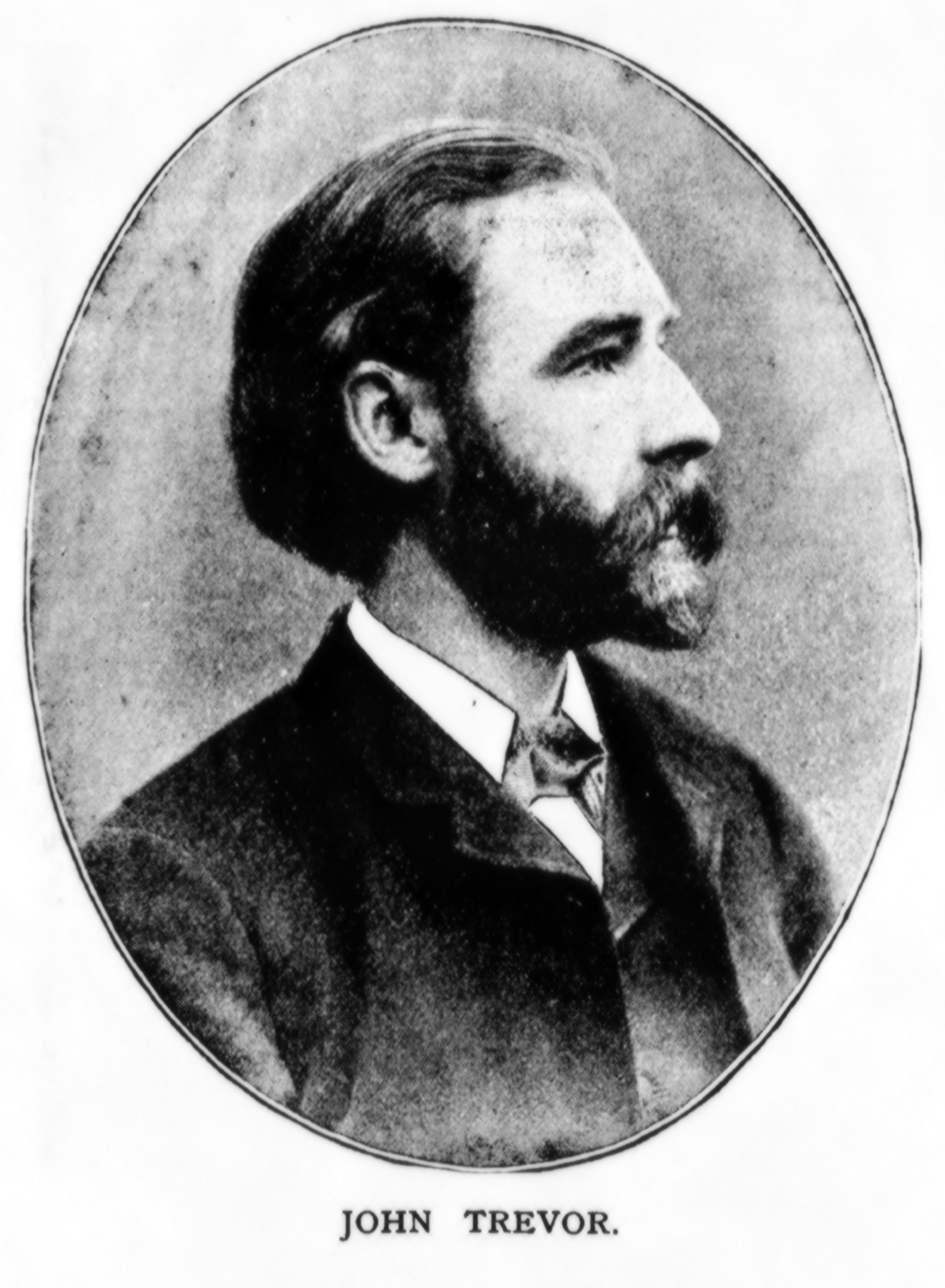
John Trevor

Labour Church (senare Socialist Church) var ett slags arbetarreligion i England, som lämnade rent teologiska frågor åt den enskildes övertygelse, men som försökte förverkliga allmän lycka i upprättande av en socialistisk stat, grundad på rättvisa och kärlek.
Denna religion lärde, att förbättring av de sociala villkoren och personlighetsutveckling är nödvändiga för befrielsen från socialt och moraliskt slaveri och yrkade därför på studiet av samhällets ekonomiska och sociala krafter. Den första Labour Church stiftades 1891 i Manchester av John Trevor (1855–1930), en unitarisk präst. Sedan spred läran sig, och många fackföreningar anslöt sig till densamma och höll söndagsmöten, då man sjöng sånger ur Labour Church-sångboken och åhörde uppläsningar. Även för bröllop, dop och begravningar hade Labour Church sin särskilda ritual.